# Sonnailles Bamiléké
Les sonnailles bamilékées, également appelées grelots, sont un instrument de musique et un accessoires de danse, porté en bracelets de chevilles et qui font partie de l'orchestre de musique traditionnel en Pays bamiléké au Cameroun. 
Idiophones rythmiques constitués de paquets de graines séchées attachés le long d’une ficelle ou d’une lanière et fixés aux chevilles des danseurs.

## Histoire et définitions

### Noms
Appelé nde chez les Bandjoun, et Nde mga tso chez les Bangangté, il est un accessoire pour la danse du Ku' ngang.
Appelés grelots dans la littérature de Notué et Perrois et sonnailles par Beuvier, il est difficile de donner un nom commun même dans le Pays bamiléké à cet instrument de musique et accessoire de danse.
On retrouve des variantes de cet instrument dans plusieurs cultures africaines. Au nord du Cameroun,, chez les Yoruba, chez les Bantous (en Tanzanie,, au Rwanda,, au Malawi…) et en Inde.

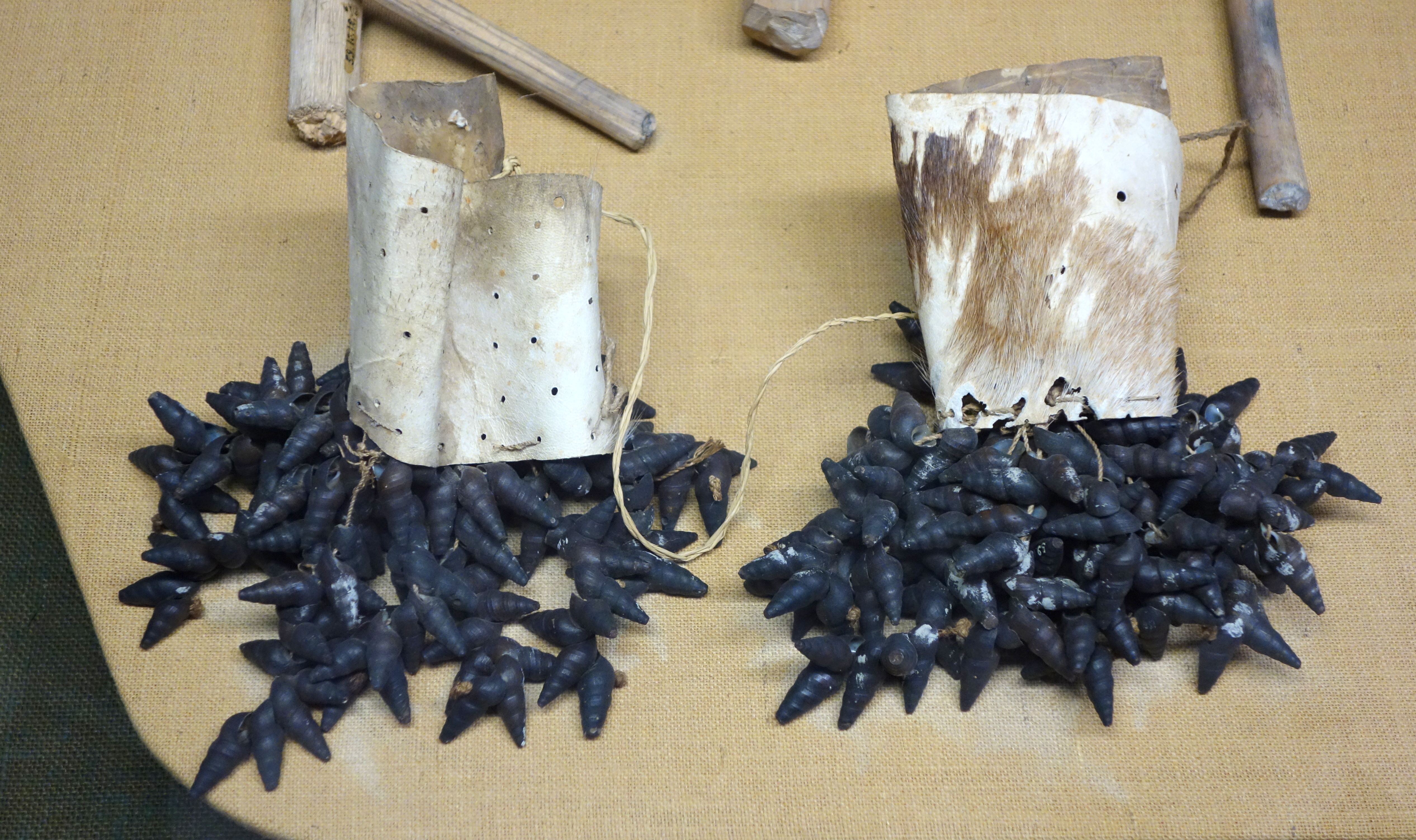
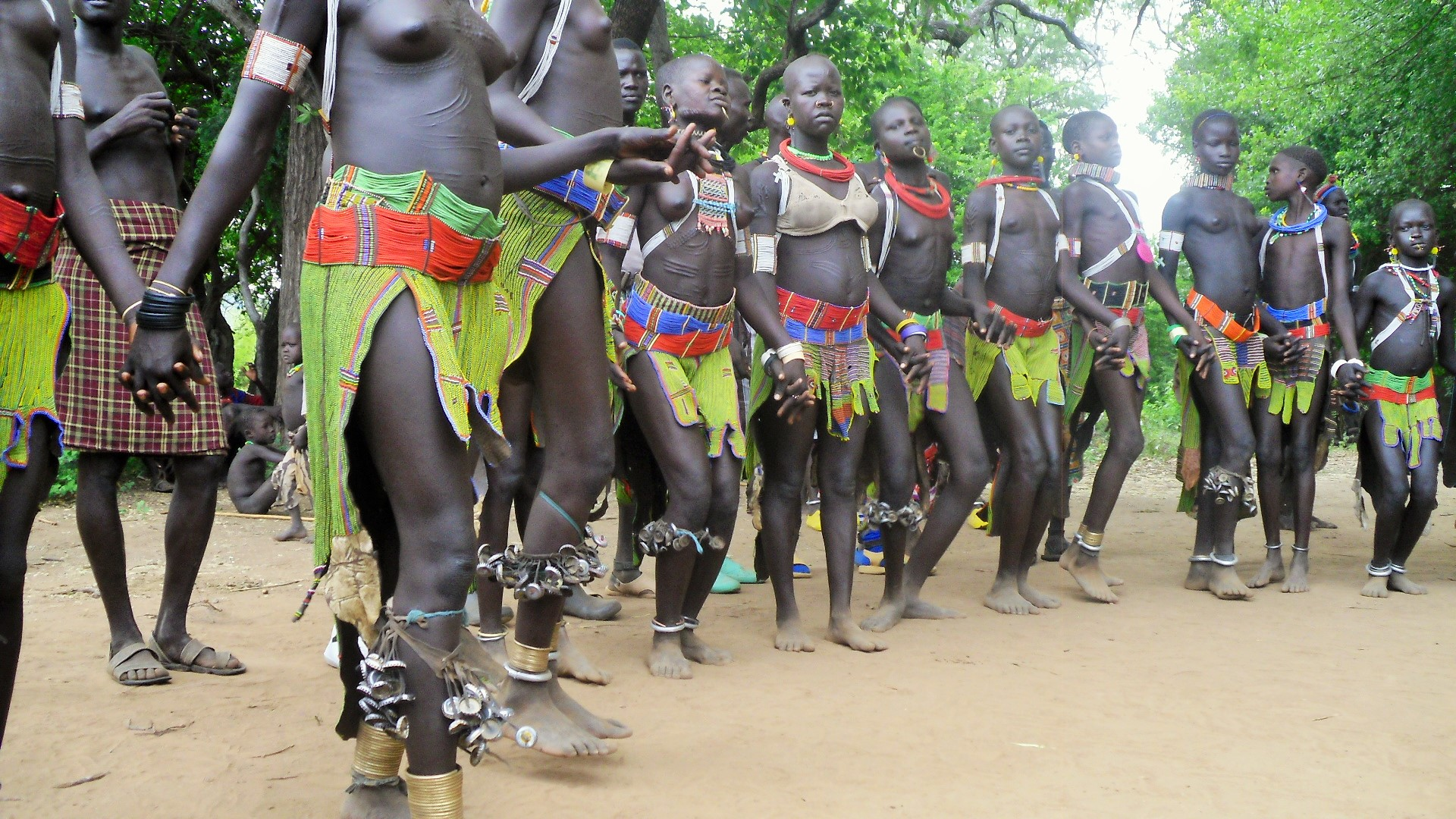
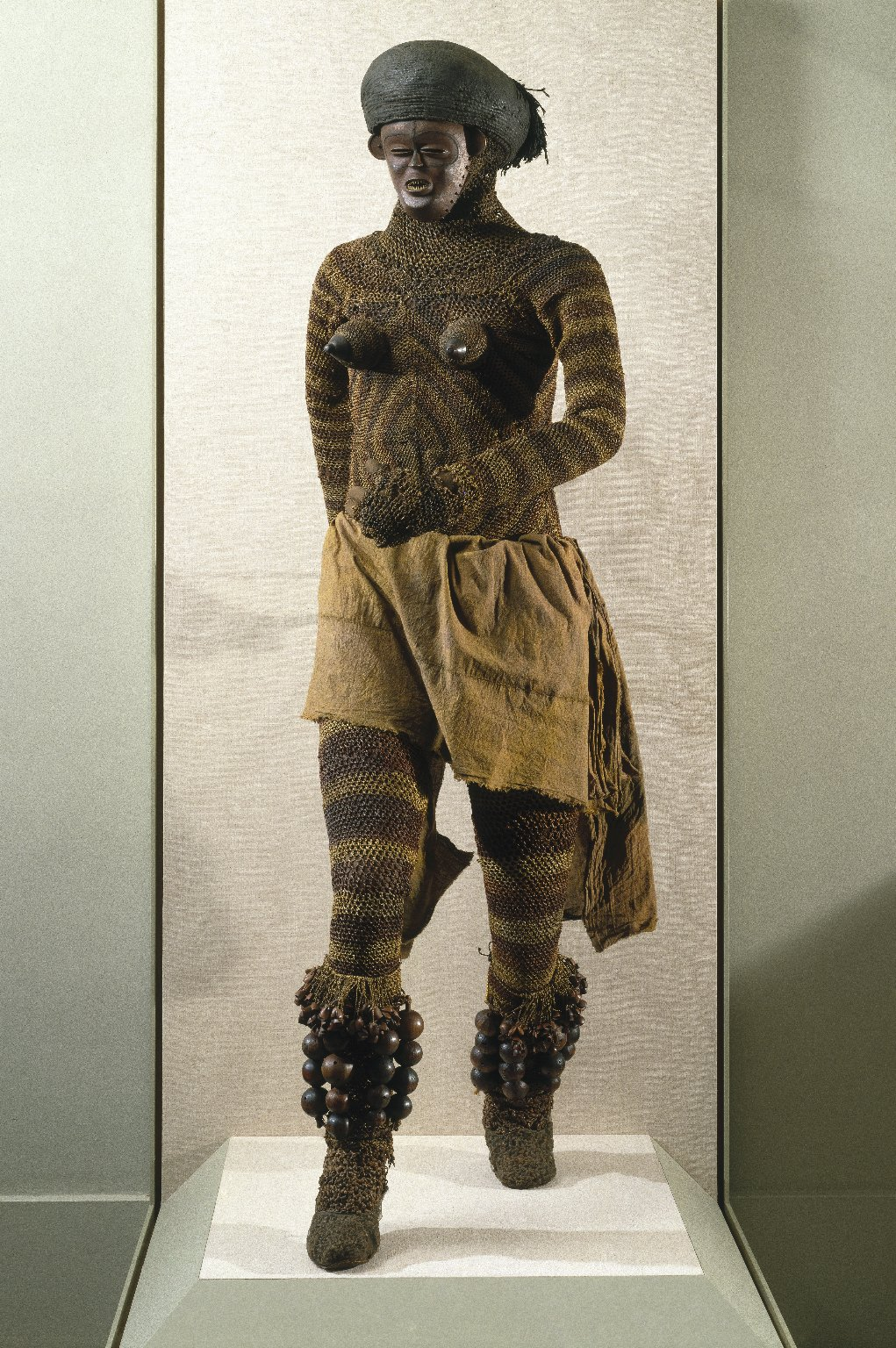
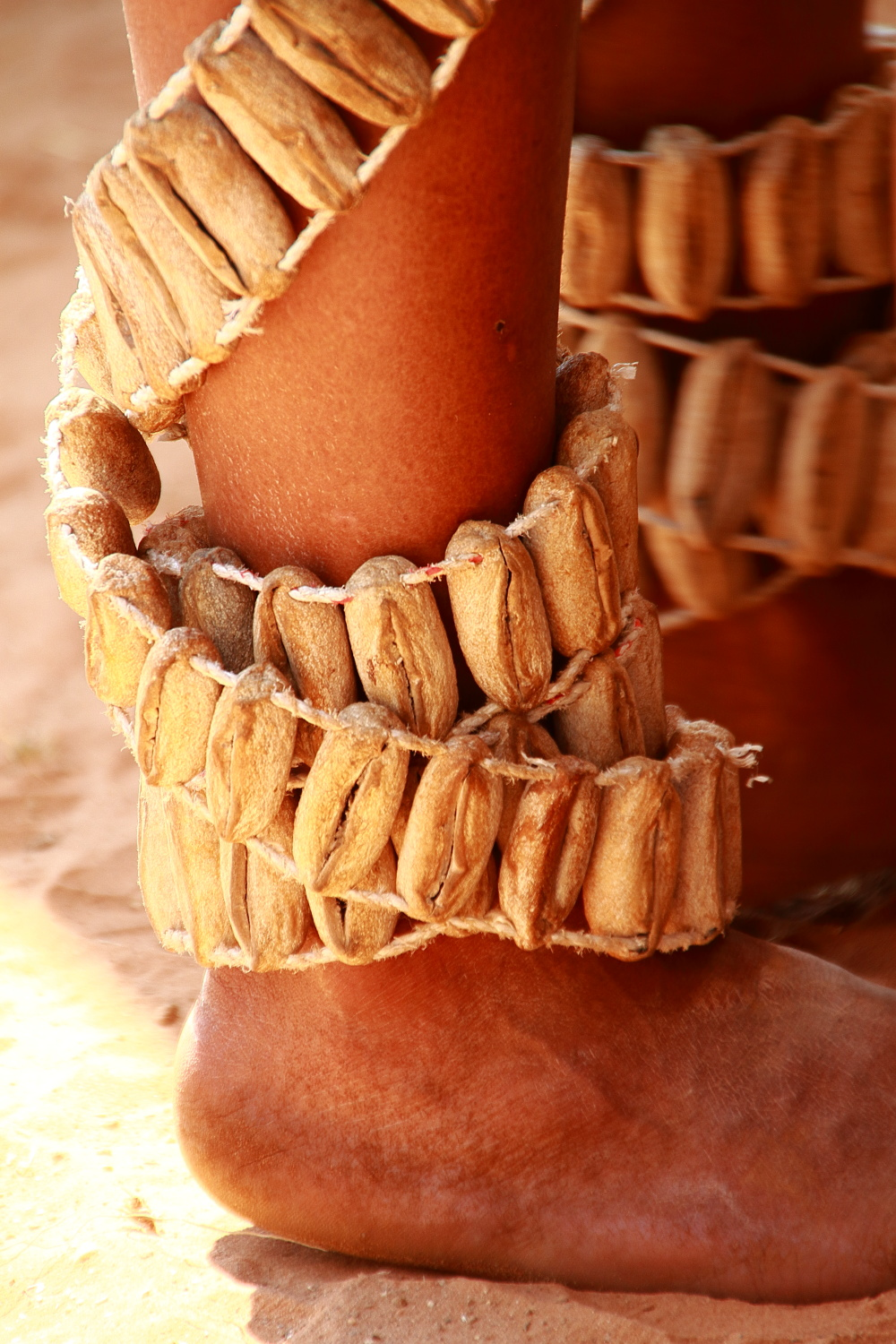

Le Musée du Quai Branly - Jacques-Chirac, possède un spécimen fait à base de grelots d'écorce de Kola et reliées à des fibre nattées de raphia.

### Grelots
Les grelots – seraient constitués d’un seul élément cliquetant (bille métallique …) contenu dans un récipient en matériau dur qui par secouement heurte les parois de celui-ci et le font résonner.

### Sonnailles
Les sonnailles sont généralement constituées de grappes d’objets cliquetants divers (coques de fruits, morceau de calebasse, anneaux de métal, grappe de grelots …) attachés à une partie du corps ou des vêtements et qui par secouement se heurtent en produisant un son.

## Description
Les grelots et sonnailles qui gardent encore aujourd’hui une fonction magique dans les sociétés tribales sont le plus souvent attachés aux chevilles et au poignets des danseurs pour souligner la rythmique de leurs mouvements.
C'est une grappe de coques de fruits séchés ou de morceau de calebasse secs ou d'anneaux de métal reliées par une corde elle-même cousues ou tressées sur un bracelet en toile (quelquefois en jute) et attachées à la (aux) jambe(s) du danseur.
La forme spécifique du grelot bamiléké réside dans :
- sa taille confectionnée, qui atteint 20 à 30 cm de haut et de largeur pouvant au maximum couvrir une circonférence de la jambe. Parfois lourd à porter[13], c'est l'un des plus grands bracelets de cheville qui couvre la presque totalité de la jambe ;
- sa double fixation à la jambe au niveau du mollet et de la cheville de manière à ne pas lâcher pendant des heures de danses ;
- ses fixations sont attachées fortement et plus récemment, sont réalisés par des élastiques parfois découpés sur des vessies de pneus de véhicules ;
- le nombre de coques de fruits séchés varie d'un artiste à l'autre.

La double fixation donne au danseur un meilleur contrôle du son. A chaque mouvement, un son peut être produit :
- un son en fin d'ascension/levée du pieds ;
- un son à la descente/frappe du pied au sol (ceci est la percussion la plus utilisée) ;
- un son en fin de rotation gauche du pied dans un sens (twist 1) ;
- un son en fin de rotation gauche du pied dans l'autre sens (twist 2) ;
- un son en fin de translation dans un sens[14] ;

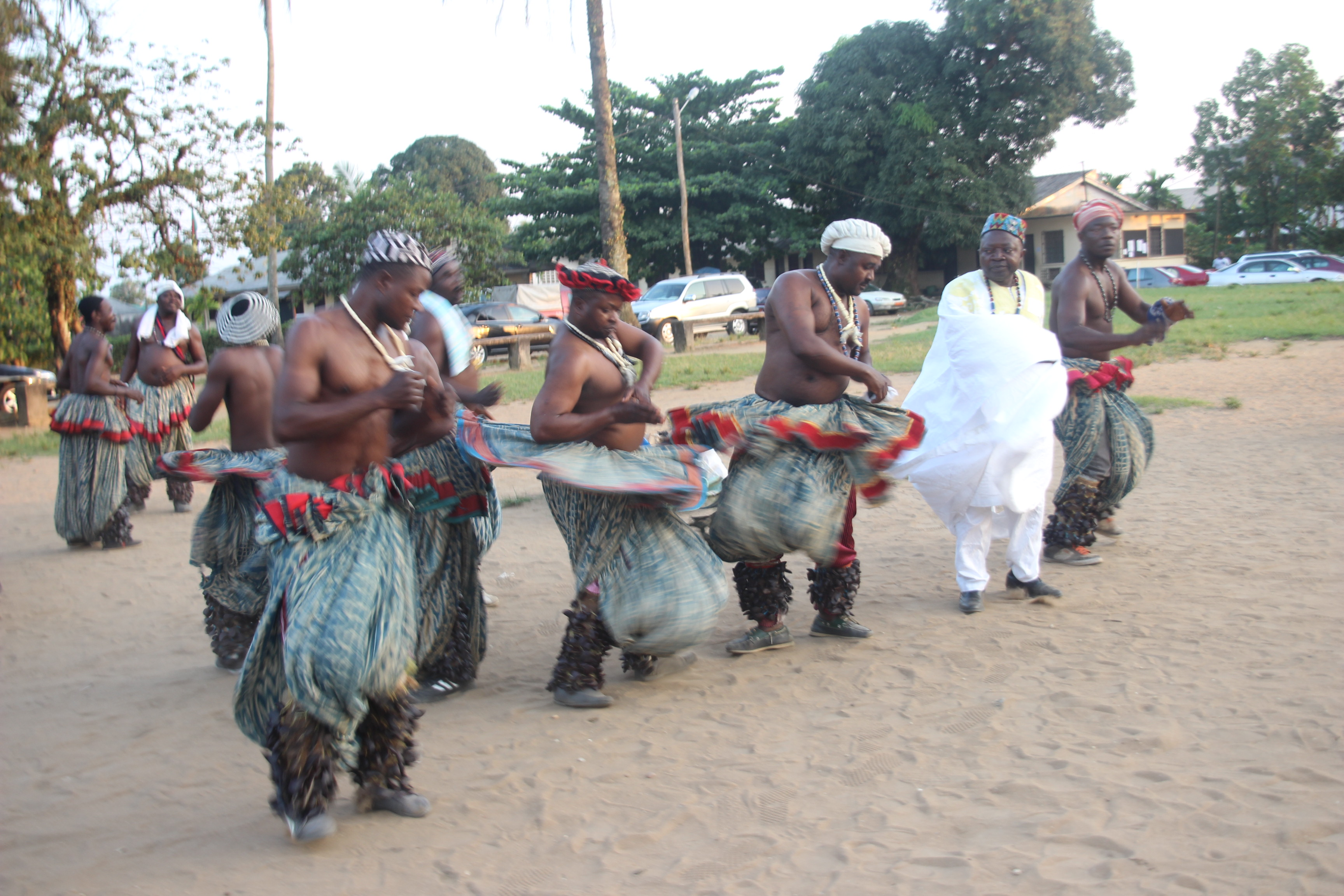
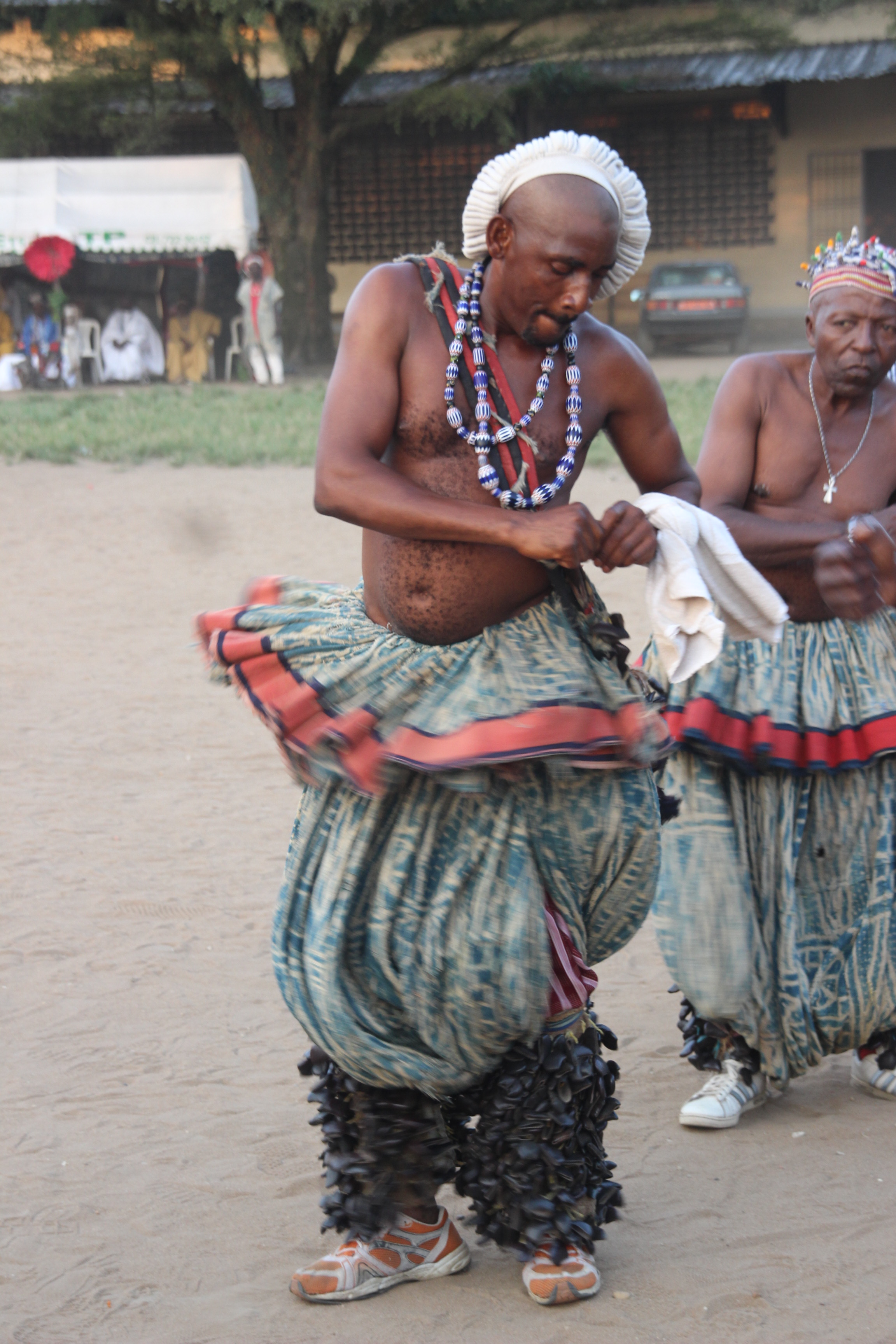
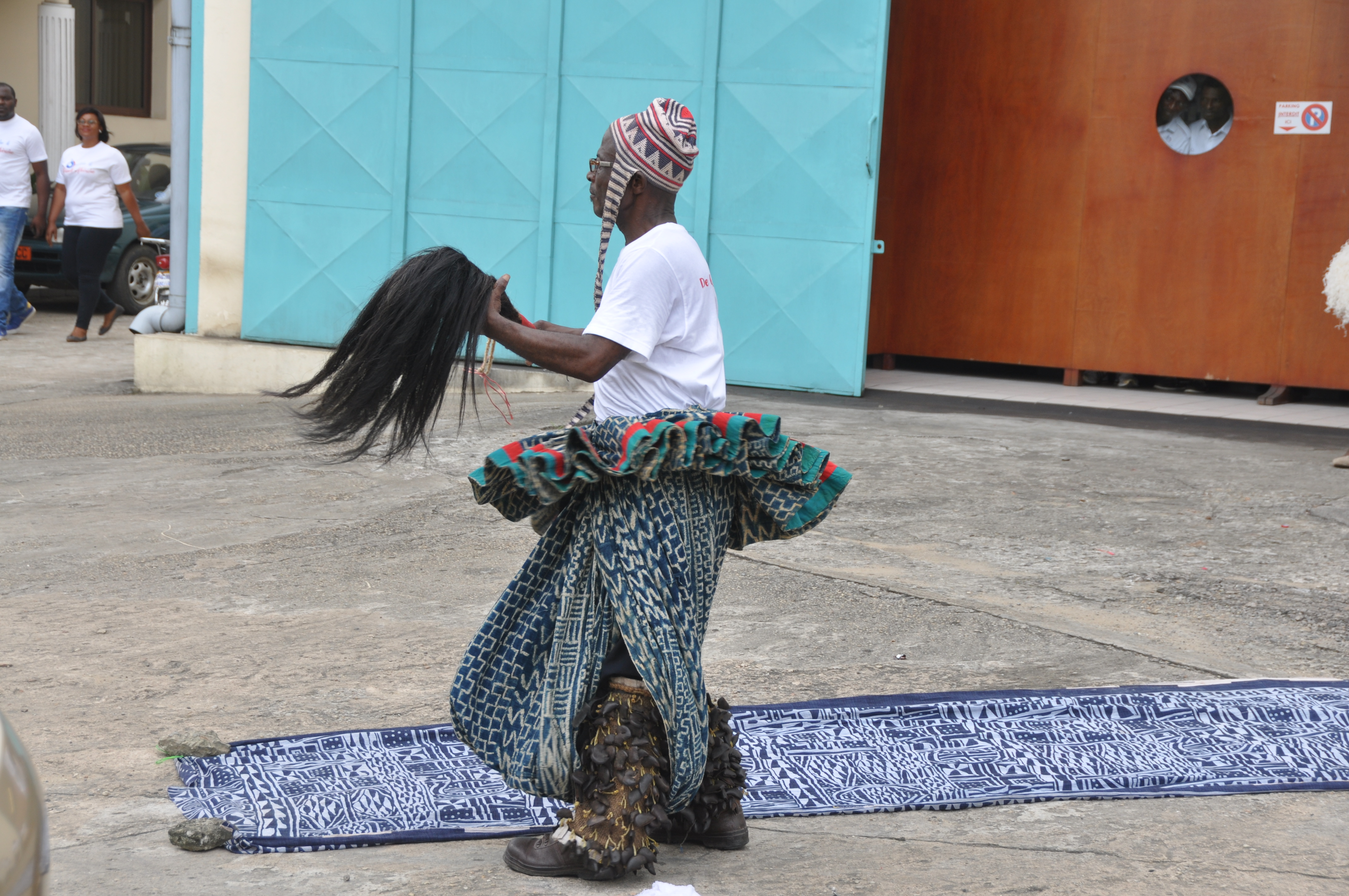
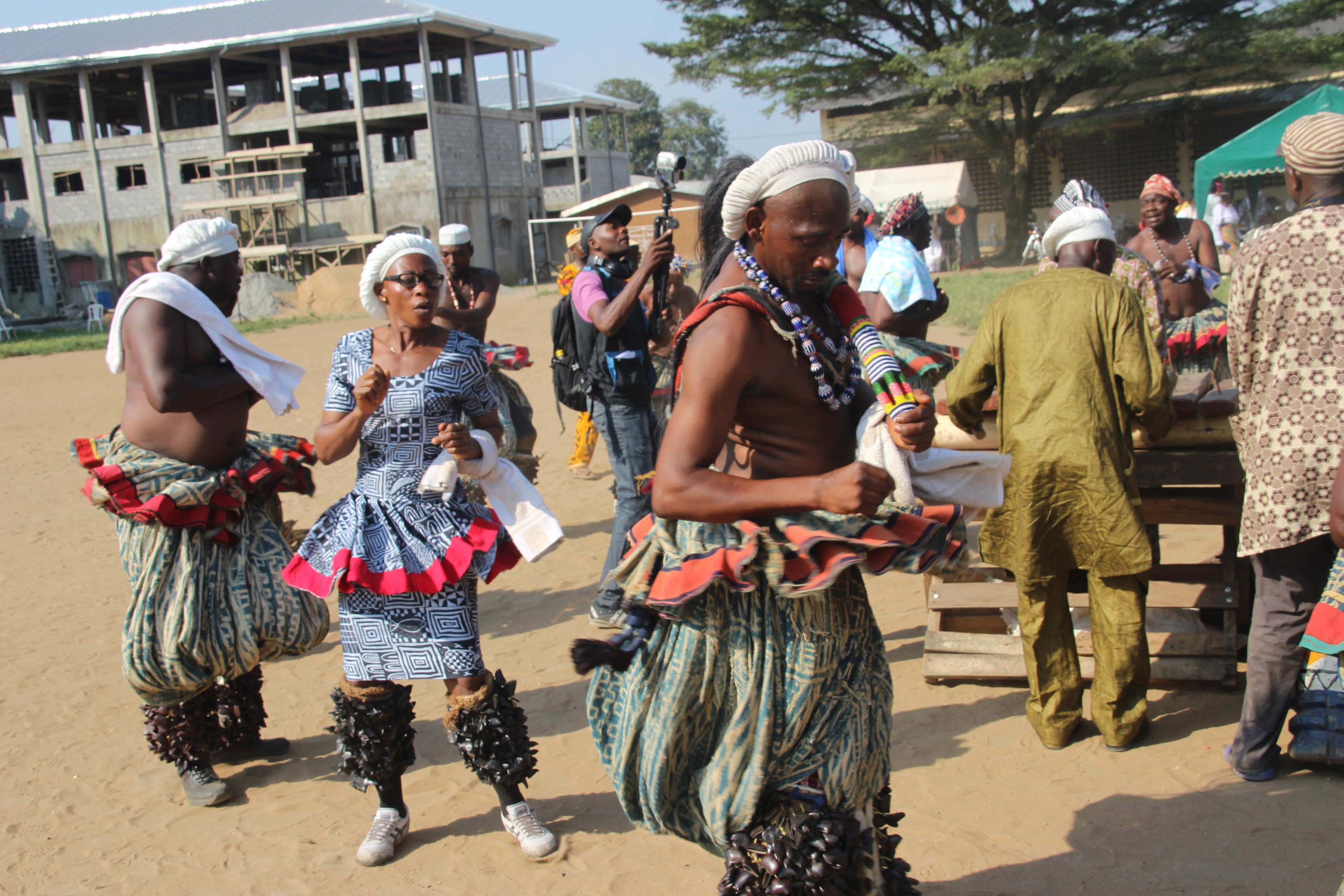
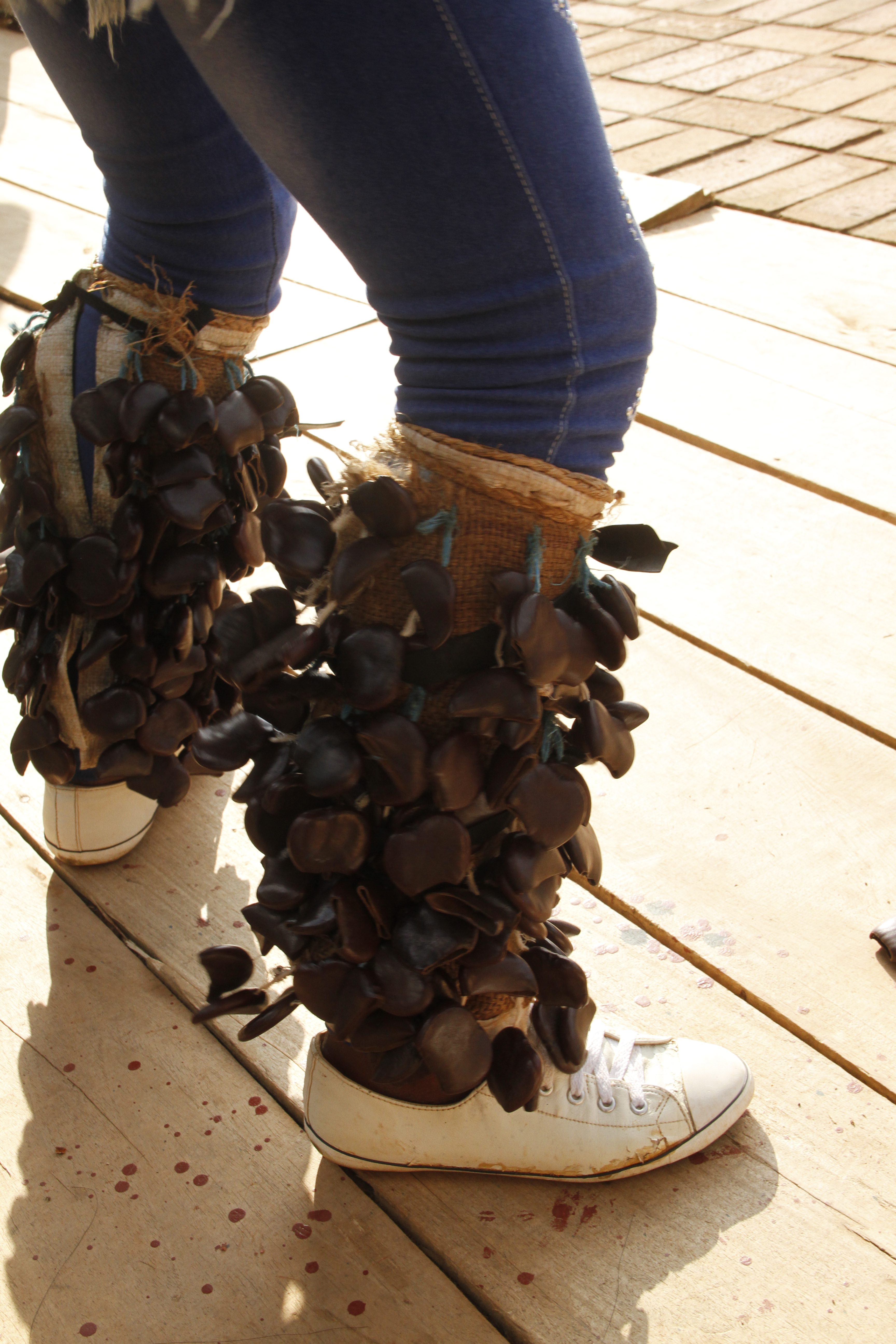

- un son en fin de translation dans le sens opposé.